# Félicité Hamidouche
Félicité Tiziri Hamidouche (Pontoise, 20 gennaio 1990) è una calciatrice francese, di ruolo difensore.

## Palmarès

### Club
- Coppa di Francia: 1

Paris Saint-Germain: 2009-2010